# 松本市立大野川小学校・中学校
松本市立大野川小学校・中学校（まつもとしりつ おおのがわしょうがっこう・ちゅうがっこう）は長野県松本市安曇宮の原にある市立小学校・中学校。

## 概要
乗鞍岳の東麓、乗鞍高原の東部に位置する。2005年4月1日の市町村合併に伴い、安曇村立から松本市立に移行した。学区が大野川（乗鞍）地区・白骨地区・沢渡地区など旧安曇村西部一帯の広域にわたるため、一部の児童・生徒はバスにより通学している。1968年、沢渡分校の廃校に伴いこれを統合した。
山間部ということもあり、「へき地教育振興法」に基づくへき地2級の指定を受けている。近隣では松本市立奈川小中学校は1級、松本市立安曇小中学校は未指定である。

## 施設
小学校及び中学校が同一敷地・同一建物内に併設されている。インターネットの接続が可能な教室、開閉可能な屋根のついたプール、太陽光発電施設など、近代的な施設が整備されている。

## 大野川タイム（中学校）
大野川タイム（総合的な学習の時間）を使い、地域の自然、人、文化を学ぶ。この学習を通し、興味や関心にもとづく課題を持ち追究する力を養う。
「多くの人に、自然豊かな乗鞍高原を訪ねて欲しい」との生徒の願いから、郷土の魅力を発信するPR活動を行った。地域の写真愛好家から、写真撮影の指導を受け、乗鞍の雄大さや四季の風景を撮影し、絵葉書・カレンダーを自主制作した。これを長野自動車道梓川SAで、観光客に無料配布した。配布では、積極的に観光客に話しかけるように努め、説明したり質問に答えたりして、コミュニケーションを図った。多くの方々から、お礼の手紙やメールが届いたほか、実際に乗鞍を訪れた観光客もいた。

## 上高地ネイチャースキー（中学校）
2月に、上高地ネイチャースキーを行う。これは、2年生が、冬季閉鎖中の釜トンネルから河童橋までの往復12kmをスノーシューをはいて歩くものである。極寒の季節に、氷点下の強風の中での体験は、自然の厳しさを体感させる。

## 生徒数・職員数
- 2015年3月 中学校生徒＝11人、中学校職員＝9人[1]

### 中学学級数
- 2014年度＝1・2学年1クラス、3学年1クラス[1]

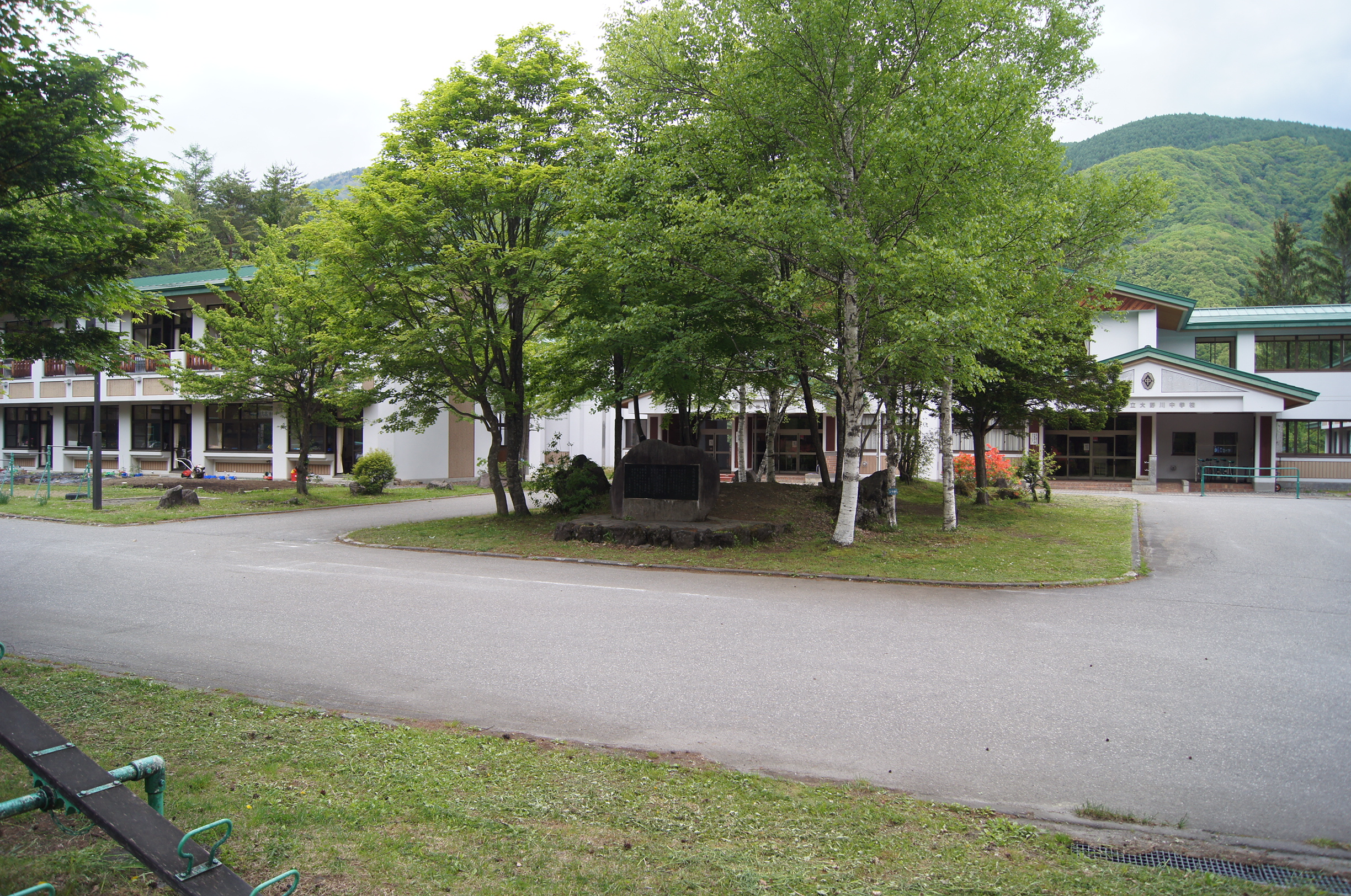
中学校・小学校の玄関前
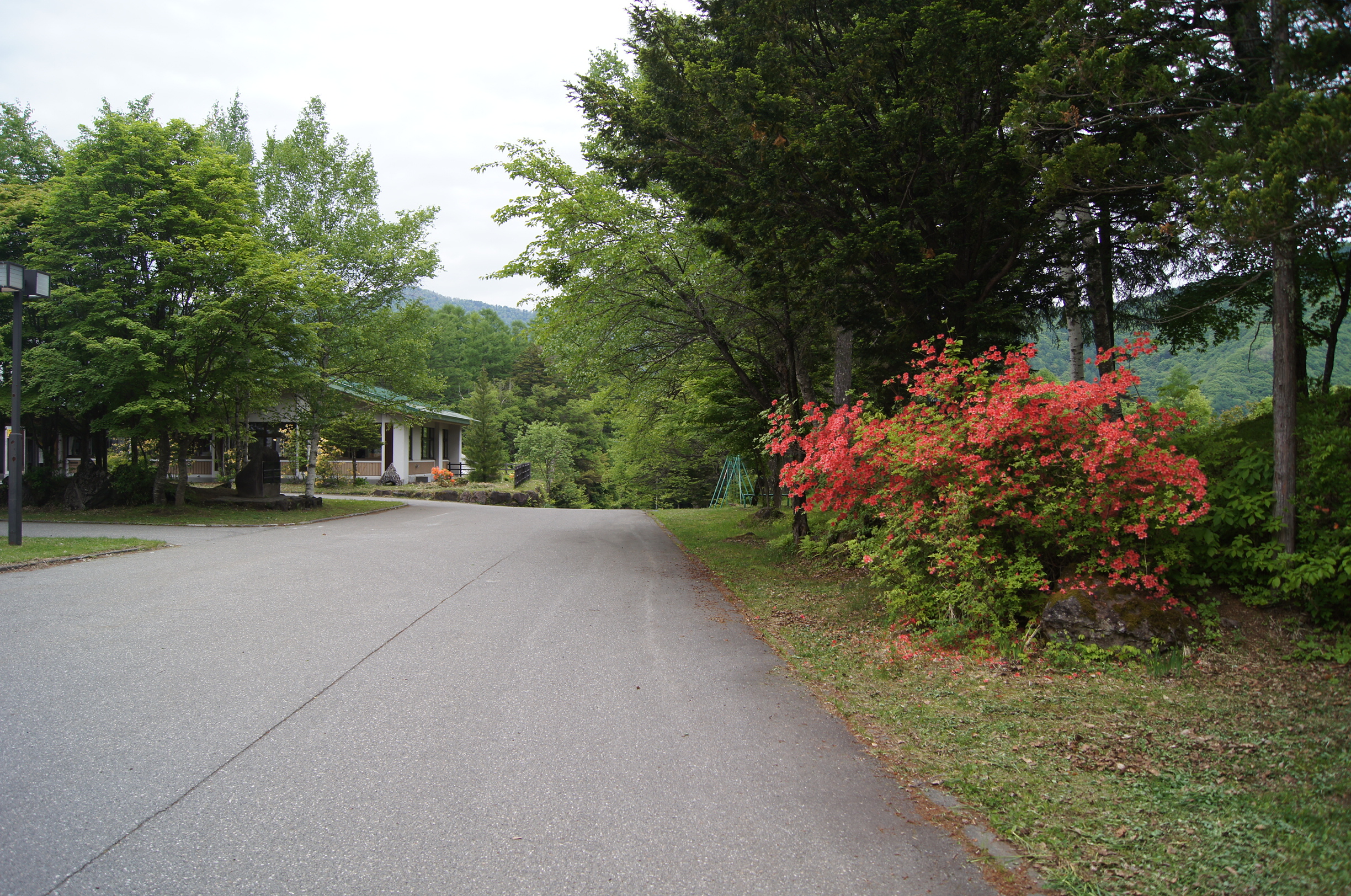
玄関前の学校専用通り。右方向に県道が、左方向に学校玄関が、前方向に運動場がある

## 今後を考える会
2013年7月、小学校・中学校PTA役員、町会長、同窓会長ら11人により、「大野川小中学校の今後を考える会」が組織された。校区内では少子化が著しく、児童・生徒数の減少により統廃合の対象になることを懸念し、学校維持に向けた取組みを進めるために結成されたもの。
1993年のピーク時に156人いた児童・生徒は、2013年には31人（小学校17人・中学校14人）に減少しており、複式学級がほとんどである。2014年度には、児童・生徒数はさらに25人に減る見通しになっている。一方、大野川小中学校は、音楽会や運動会などの学校行事に住民が参加したり、地域で収集した有価資源ごみの収入を学校運営に寄付したりしており、学校は地域共同体の核になっている。このことから、統廃合により学校がなくなれば、地域社会が崩壊するとの懸念の声がある。
松本市では、2013年4月に、四賀地区で4つの小学校が統廃合され四賀小学校が開校している。このことが「小中学校の存在は地域活性化に不可欠だ」との意識に危機感を産んだ。松本市には学校統廃合の規定はなく、2013年の時点で、教育委員会は大野川小学校・中学校の他との統廃合について「まったく考えていない」としている。安曇地区には、他に安曇小中学校がある。両校間は、自動車で40分弱である。

## 年表
- 1892年（明治25年） - 安曇・梓・倭の3か村立高等小学校を梓村杏に建設
- 1910年（明治43年） - 安曇・梓・倭3か村立高等小学校、生徒数減少のため廃止
- 1948年（昭和23年） - 大野川小学校沢渡分校を新築
- 1955年（昭和30年） - 大野川中学校校舎を宮ノ原に移転・新築
- 1956年（昭和31年） - 大野川小学校校舎を宮ノ原に移転・新築
- 1964年（昭和39年） - 大野川小学校沢渡分校、火災で焼失
- 1965年（昭和40年） - 大野川小学校沢渡分校再建
- 1977年（昭和52年） - 小中学校に隣接の番所の国有地（松本営林署番所貯木場跡地）を購入し、村民の運動用地として整備
- 1985年（昭和60年） - 大野川小・中学校に体育館竣工
- 1985年（昭和60年） - 番所運動場に夜間照明施設を設置
- 1993年（平成5年） - 大野川中学校改築工事竣工
- 1994年（平成6年） - 大野川小学校改築工事竣工
- 1995年（平成7年） - 大野川小中学校屋外教育環境整備事業竣工（野外ステージほか）
- 1996年（平成8年） - 大野川小中学校屋内プール竣工[3]
- 2013年（平成25年）7月 - 大野川小中学校の今後を考える会が発足[2]

## 交通
アルピコ交通バス乗鞍高原線・乗鞍経由白骨温泉線・上高地乗鞍線　「大野川学校前」バス停徒歩0分